# Verband der Redenschreiber deutscher Sprache
Der Verband der Redenschreiber deutscher Sprache (VRdS) ist der einzige Berufs- und Fachverband für Redenschreiber und Ghostwriter im deutschsprachigen Raum. Er wurde 1998 auf Initiative des Redenschreibers Thilo von Trotha in Bonn gegründet.

## Aufgaben
Der Verband informiert über die Arbeit von fest angestellten und freiberuflich tätigen Redenschreibern unter anderem in Politik, Kultur und Wirtschaft, vermittelt Redeaufträge und Stellen, organisiert Tagungen und Konferenzen zum Redenschreiben und anderen Themen aus PR und Unternehmenskommunikation oder wirkt bei diesen als Kooperationspartner mit und veröffentlicht Studien und Rede-Bewertungen (Wahlkampfreden und Hauptversammlungs-Reden der DAX-30-Unternehmen), teils in Eigenregie, teils in Kooperation mit Einrichtungen wie der Deutschen Presseakademie (depak), dem Institut für Demoskopie Allensbach, Sächsischer Landtag, der DPRG, der Universität Koblenz-Landau oder Medien wie Wirtschaftswoche und Wirtschaftsblatt.
Der Verband setzt sich für eine qualifizierte Ausbildung des freien Berufs Redenschreiber ein und hat im Jahr 2014 erstmals eine Prüfungsordnung für ein einheitliches Zertifikat erarbeitet und vorgelegt. Er vertritt die Interessen von Redenschreibern gegenüber ihren Auftraggebern und gibt Honorarempfehlungen heraus. Seit Juni 2016 hat sich der Verband vor allem die Verbesserung der Debattenkultur in Deutschland auf die Fahnen geschrieben.

## Organisation
Der Verband wird ehrenamtlich geführt. Die Mitglieder wählen alle zwei Jahre ein Präsidium. Bisherige Präsidenten waren:
- 1998–2006: Thilo von Trotha, Redenschreiber, Jurist
- 2006–2010: Minita von Gagern, Rechtsanwältin, Redenschreiberin
- 2010–2016: Vazrik Bazil, Kommunikationsberater, Redenschreiber
- 2016–2022: Jacqueline Schäfer, Journalistin, Medientrainerin, Redenschreiberin
- seit 2022: Peter Sprong, Redenschreiber, Autor, Coach[3]

Der VRdS finanziert sich aus Mitgliedsbeiträgen der rund 450 Mitglieder aus Deutschland, Österreich, der Schweiz und dem deutschsprachigen Südtirol sowie aus Beiträgen von Firmen- und Fördermitgliedern. Der VRdS ist als Lobbyverband beim Deutschen Bundestag registriert. Darüber hinaus ist der VRdS in Regionalgruppen unter anderem in den Regionen Berlin, Hamburg, Köln-Bonn, Wiesbaden-Frankfurt, Stuttgart, München und Wien organisiert.